# Geometria esférica

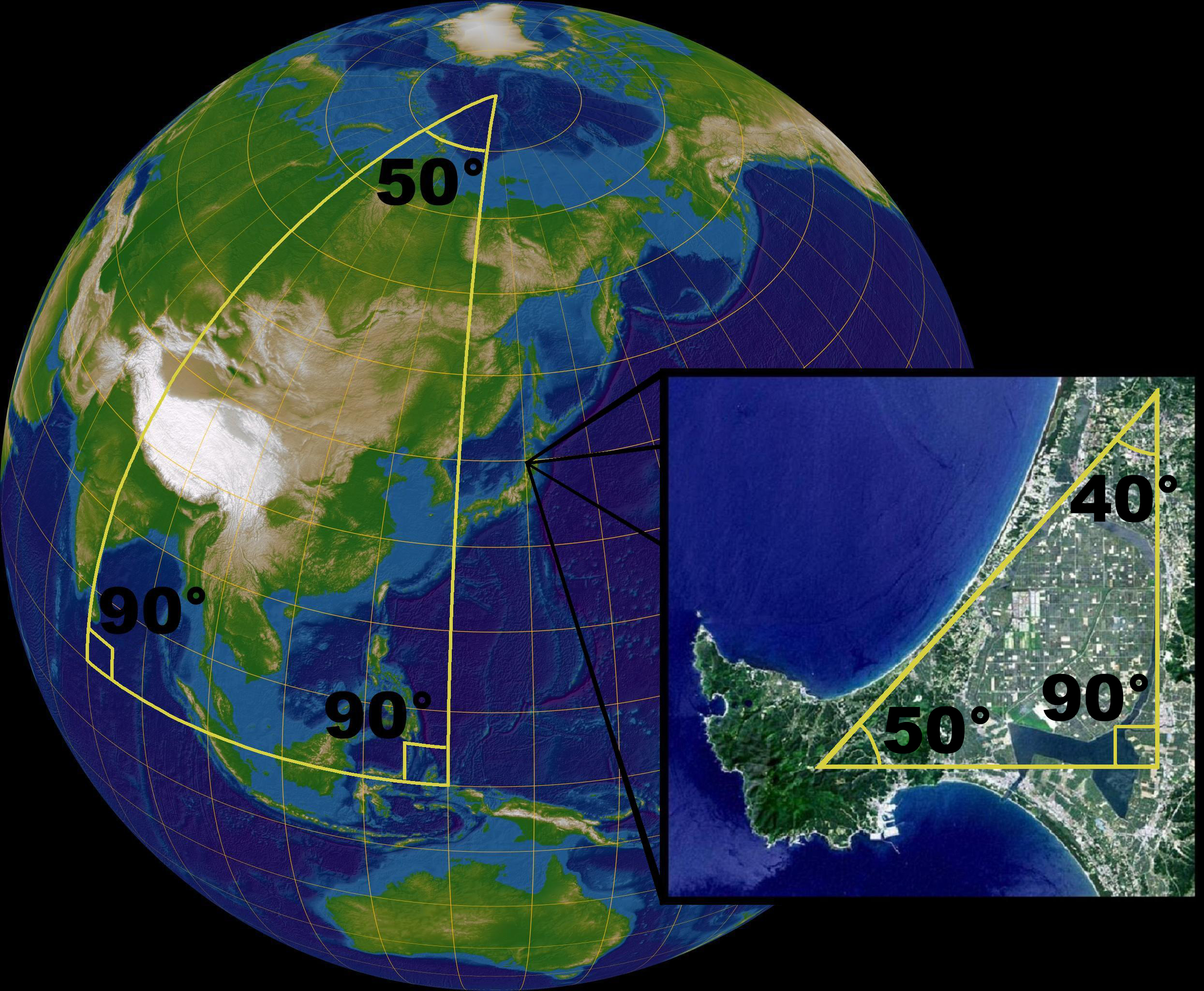
Numa esfera, a soma dos ângulos internos de um triângulo não é igual a 180°. Uma esfera não é um espaço euclidiano, mas localmente as leis da geometria euclidiana são boas aproximações. Num pequeno triângulo sobre a face da Terra, a soma dos ângulos internos é muito próximo de 180°. A superfície de uma esfera pode ser representada por uma coleção de mapas de duas dimensões, portanto uma esfera é uma variedade.

A geometria esférica é uma geometria da superfície bidimensional de uma esfera, modelo mais simples da geometria elíptica, na qual dada uma reta {\displaystyle r} e um ponto {\displaystyle P} fora de {\displaystyle r}, não existe nenhuma reta paralela a {\displaystyle r} passando por {\displaystyle P}. Em contraste com a geometria hiperbólica, na qual dada uma reta {\displaystyle r} e um ponto {\displaystyle P} fora de {\displaystyle r}, existem infinitas retas paralela a {\displaystyle r} passando por {\displaystyle P}. É um exemplo de geometria não euclidiana.
Na geometria plana ou geometria euclidiana, os conceitos básicos são ponto e reta. Na esfera, os pontos estão definidos no sentido usual. Os equivalentes das retas não estão definidos no sentido usual da "linha reta", mas sim no sentido de "a trajetória mais curta entre os pontos", a qual é chamada de geodésica. Na esfera, as geodésicas são as círculos máximos que são os círculos traçados sobre uma superfície esférica cujos raios coincidem com o raio da esfera. Assim, os outros conceitos geométricos são definidos como na geometria plana, mas com as retas substituídas pelos grandes círculos. Na geometria esférica, os ângulos estão definidos entre os grandes círculos, resultando na trigonometria esférica que diferencia-se da trigonometria em muitos aspectos como por exemplo, a soma dos ângulos internos de um triângulo exceder os 180 graus.
Uma geometria importante relacionada com a da esfera é chamada plano projetivo, e é obtida identificando as antípodas na esfera (pares de pontos opostos). Localmente, o plano projetivo tem todas as propriedades da geometria esférica, mas tem diferentes características globais. Em particular, é não orientável.

## História
A trigonometria esférica foi estudada inicialmente pelos matemáticos gregos, especialmente por Teodósio da Bitínia. Ele foi um astrônomo e matemático grego que escreveu o en:Sphaerics, um livro sobre a geometria da esfera. Além de Theodosius, Menelau de Alexandria escreveu um livro sobre trigonometria esférica chamada Sphaerica, desenvolvendo o teorema de Menelau.

### Mundo islâmico
O livro dos desconhecidos arcos de uma esfera escrito pelo matemático islâmico Al-Jayyani é considerado o primeiro tratado sobre trigonometria esférica. O livro contém fórmulas para triângulos, a lei geral de senos, e a solução de um triângulo esférico por meio do triângulo polar.
O livro Nos triângulos por Regiomontanus, escrito por volta de 1463, é o primeiro trabalho trigonométrico puro na Europa. No entanto, Gerolamo Cardano observou um século mais tarde que, muito do material contido no livro sobre trigonometria esférica foi feita a partir do trabalho do século XII do estudioso andaluz Jabir ibn Aflah.

### Os estudos de Euler
Leonhard Euler publicou uma série de notas importantes sobre a geometria esférica:
- Principes de la trigonométrie sphérique tirés de la méthode des plus grands et des plus petits, Mémoires de l'Academie des Sciences de Berlin (1753), 1755, p. 233-257; Opera Omnia, Série 1, vol. XXVII, p. 277-308.
- Elémens de la trigonométrie sphéroïdique tirés de la méthode des plus grands et des plus petits, Mémoires de l'Academie des Sciences de Berlin (1754), 1755, p. 258-293; Opera Omnia, Série 1, vol. XXVII, p. 309-339.
- De curva rectificabili in superficie sphaerica, Novi Commentarii academiae scientiarum Petropolitanae, 1771, pp. 195–216; Opera Omnia, Série 1, Volume 28, pp. 142–160.
- De mensura angulorum solidorum, Acta academiae scientarum imperialis Petropolitinae, 1781, p. 31-54; Opera Omnia, Série 1, vol. XXVI, p. 204-223.
- Problematis cuiusdam Pappi Alexandrini constructio, Acta academiae scientarum imperialis Petropolitinae, 1783, p. 91-96; Opera Omnia, Série 1, vol. XXVI, p. 237-242.
- Geometrica et sphaerica quaedam, Mémoires de l'Academie des Sciences de Saint-Petersbourg, 1815, p. 96-114; Opera Omnia, Série 1, vol. XXVI, p. 344-358.
- Trigonometria sphaerica universa, ex primis principiis breviter et dilucide derivata, Acta academiae scientarum imperialis Petropolitinae 1782, p. 72-86; Opera Omnia, Série 1, vol. XXVI, p. 224-236.
- Variae speculationes super area triangulorum sphaericorum, Nova Acta academiae scientarum imperialis Petropolitinae, 1797, p. 47-62; Opera Omnia, Série 1, vol. XXIX, p. 253-266.

### Riemman

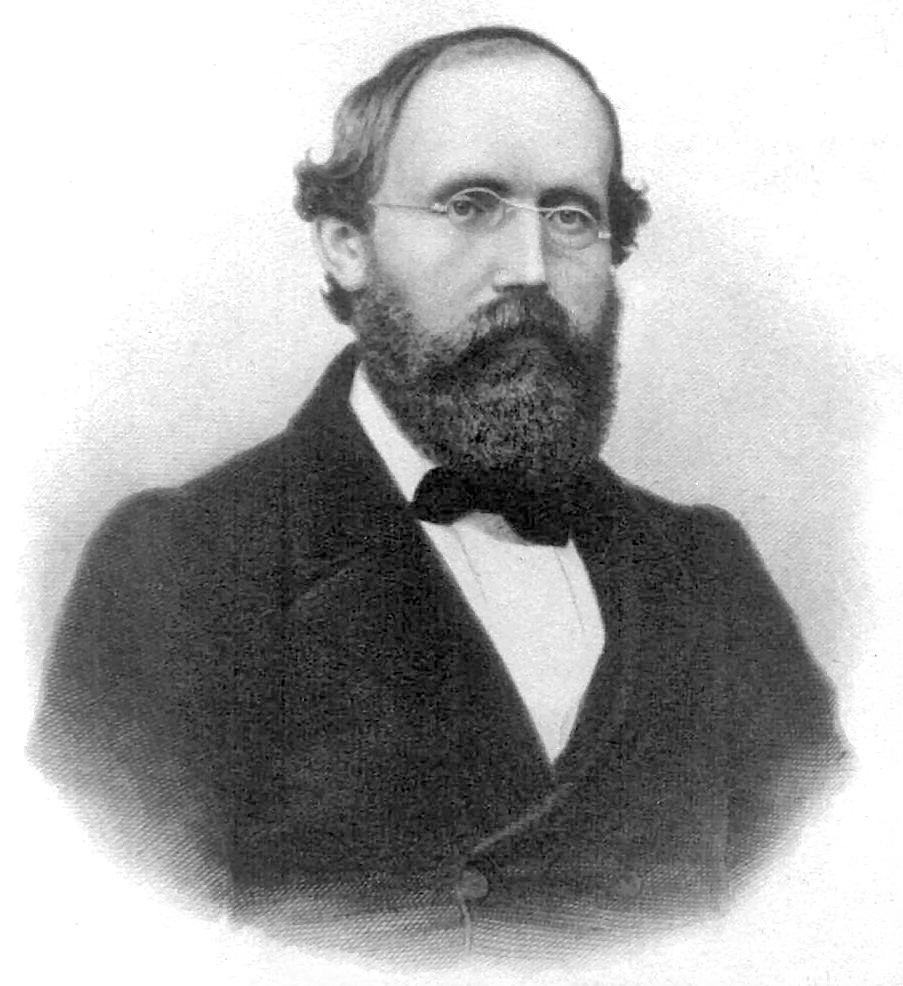
Riemann, o "fundador" da geometria esférica.

O matemático alemão Georg Friedrich Bernhard Riemann (1826-1866), a partir da discussão acerca do quinto postulado de Euclides e do surgimento de geometrias não euclidianas, em particular da geometria hiperbólica, propõe a criação da geometria elíptica. Ao negar o postulado das paralelas, e a existência de várias retas num mesmo ponto serem paralelas a uma outra reta dada, Riemann acaba afirmando que na geometria elíptica, duas retas quaisquer sempre se cruzam, ou seja, nesta geometria não há retas paralelas. Riemann propõe outra mudança. Ele abandona a ideia de que a reta é infinita, porém continua admitindo que o processo de se estender um segmento não tem fim, ou seja que a reta é ilimitada.

## Propriedades

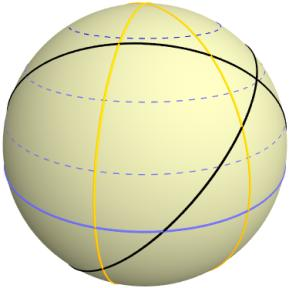
Círculos máximos de uma esfera.

Definidos pontos e retas como os círculos máximos de uma esfera, uma geometria esférica tem as seguintes propriedades:
- Quaisquer duas linhas se cruzam em dois pontos diametralmente opostos, chamados de pontos antípodas.
- Quaisquer dois pontos que não são pontos antípodas determinam uma única reta.
- Há uma unidade natural de medição do ângulo (com base em uma revolução), uma unidade natural de comprimento (com base na circunferência de um círculo maior) e uma unidade natural da área (com base na área da esfera).
- Cada reta é associada com um par de pontos antípodas, chamados os polos da reta, que são os cruzamentos comuns do conjunto de retas perpendiculares à reta dada.
- Cada ponto é associado com uma única reta, chamada reta polar do ponto, que é a reta no plano que passa pelo centro da esfera, e perpendicular ao diâmetro da esfera através do ponto dado.

### Distância entre dois pontos
A distância entre dois pontos {\displaystyle A} e {\displaystyle B} é, necessariamente, o menor dos comprimentos das trajetórias ligando {\displaystyle A} e {\displaystyle B}. No plano euclidiano, a trajetória de menor comprimento é o segmento de reta {\displaystyle {\overline {AB}}} e seu comprimento é a distância entre {\displaystyle A} e {\displaystyle B}.
Sobre uma superfície esférica, no entanto, os segmentos de reta são curvos. Quanto maior o raio de uma circunferência, mais ela se aproxima de uma reta. Como as circunferências de maior raio são as circunferências máximas, a distância entre dois pontos {\displaystyle A} e {\displaystyle B} é o comprimento do arco menor {\displaystyle AB} da circunferência máxima que passa por {\displaystyle A} e {\displaystyle B}. Para obter este comprimento, adote {\displaystyle \alpha } como a medida do ângulo {\displaystyle \angle {AOB}} onde {\displaystyle O} é o centro da esfera. Sendo {\displaystyle r} o raio da circunferência, temos:
{\displaystyle 360^{\circ }\longrightarrow 2\pi r}
{\displaystyle \alpha ^{\circ }\longrightarrow d\left(A{,}B\right)}
Portanto,
{\displaystyle d\left(A{,}B\right)={\frac {2\alpha \pi r}{360^{\circ }}}}

### Triângulos na superfície esférica

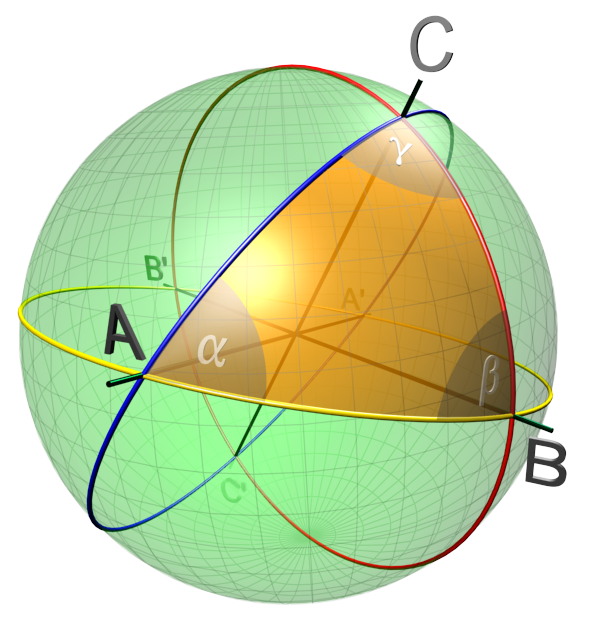
Triângulo esférico.

Como existem dois arcos (segmentos de reta), determinado por um par de pontos, que não são antípoda, na reta que determinam, três pontos não colineares, não determinam um triângulo original. No entanto, se considerarmos apenas os triângulos cujos lados são arcos menores de grandes círculos, temos as seguintes propriedades:
- A soma dos ângulos internos de um triângulo numa esfera é {\displaystyle 180^{\circ }\left(1+4f\right)}, em que {\displaystyle f} é a fração da superfície da esfera, que está delimitada pelo triângulo. Para qualquer valor positivo de {\displaystyle f}, esta será superior a {\displaystyle 180^{\circ }} e inferior a {\displaystyle 540^{\circ }}.
- A área de um triângulo é proporcional ao excedente de {\displaystyle 180^{\circ }} na sua soma ângulos internos.
- Dois triângulos com a mesma soma dos ângulos internos possuem mesma área.
- Existe um limite superior para a área de triângulos.
- A composição (produto) de duas reflexões (ortogonal) de reta pode ser considerada como uma rotação em torno de qualquer um dos pontos de intersecção dos seus eixos.
- Dois triângulos são congruentes se, e somente se, eles correspondem ao produto finito de retas de reflexões.
- Dois triângulos com ângulos correspondentes iguais são congruentes.

## Relação com o quinto postulado de Euclides
A geometria esférica obedece a dois dos postulados de Euclides: o segundo postulado (Um segmento de reta pode ser prolongado indefinidamente para construir uma reta); e o quarto postulado (Todos os ângulos retos são congruentes (semelhantes)). No entanto, ela viola outros três: ao contrário do primeiro postulado, não há uma única rota mais curta entre dois pontos (pontos antípodas, como os polos norte e sul em um globo esférico são contra-exemplos); contrariamente ao terceiro postulado, uma esfera não contém círculos de arbitrariamente grande raio; e contrário ao quinto postulado, conhecido como o postulado das paralelas, não há nenhum ponto através do qual uma reta pode ser traçada, que nunca intercepta uma outra determinada reta, isto é, dada uma reta {\displaystyle r} e um ponto {\displaystyle P} fora de {\displaystyle r}, não existe nenhuma reta paralela a {\displaystyle r} passando por {\displaystyle P}.

## Aplicações

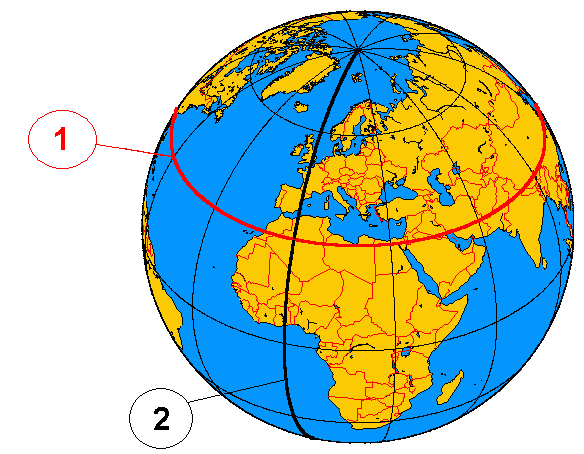
(2) Meridiano, de preto representa um círculo máximo, ou seja, uma reta; (1) Paralelo (Círculo da latitude), de vermelho representa uma circunferência.

Existem diversas aplicações da geometria esférica na matemática, na física, na astronomia, na cartografia, na navegação, entre outras. Uma aplicação importante diz respeito a uma associação com o globo terrestre. Conceitos geográficos como paralelos, meridianos, latitude, longitude e fusos horários estão baseados em importantes ideias geométricas que, quando trabalhadas neste contexto, conduzem a uma melhor compreensão dos conceitos e propriedades abordadas em geometria.
O GPS, sigla em inglês para sistema de posicionamento global, se utiliza das propriedades da geometria esférica para precisar qualquer ponto sobre a superfície da Terra. Graças a ele, atualmente, mesmo em condições climáticas críticas a navegação de aviões e navios é muito segura pela alta precisão de localização espacial deste aparelho.